# Министър-председател на Дания
Министър-председателят на Дания (на датски: Danmarks statsminister) е главата на правителството в Кралство Дания. Той се назначава от монаррха, като обикновено е лидер на партията с мнозинство в датския парламент. Министър-председателят и кабинетът (състоящ се от всички най-висши ръководители на правителствени отдели) са колективно отговорни за своите политики и действия пред монарха, фолкетъна, техните политически партии и в крайна сметка пред избирателите. В случай на загуба на парламентарно доверие, премиерът има право да подаде оставка заедно с кабинета и да поиска от монарха да разпусне парламента и да обяви нови избори.

## Списък на министър-председателите
| # | Име                 | Мандат          |
| - | ------------------- | --------------- |
| 1 | Андерс Фог Расмусен | 2001 – 2009     |
| 2 | Ларс Расмусен       | 2009 – 2011     |
| 3 | Хеле Торнинг-Шмит   | 2011 – 2015     |
| 4 | Ларс Расмусен       | 2015 – 2019     |
| 5 | Мете Фредериксен    | 2019 – настояще |